# Москальков, Сергей Борисович
Сергей Борисович Москальков (род. 28 июля 1970, Челябинск) — российский оперный певец, баритон, художественный директор театра «Русская опера».

## Биография
Родился 28 июля 1970 года в Челябинске. Дедушка — Б. А. Москальков, лауреат Сталинской премии.
Сергей окончил Челябинское музыкальное училище по классу трубы. Безупешно пытался поступить в театральные училища, после чего проходил срочную службу в Вооружённых силах СССР, где выступал в Московском образцовом оркестре МВД СССР.
В 1995 году окончил факультет музыкального театра в ГИТИСе, прошёл мастерскую Матвея Ошеровского.
Два года обучался в Центре оперного пения Галины Вишневской. В 1994 году проходил стажировку в театре «Новая опера» у Евгения Колобова. Также стажировался у Бернд Вайкля и Ренато Брузона.
В 1995—2001 годах являлся ведущим солистом музыкального театра «Геликон-опера», с которым выезжал на гастроли во Францию, Испанию, Австрию, Израиль и Ливан.
В 2001—2002 годах в качестве приглашённого солиста гастролировал с Татарским академическим театром оперы и балета имени Мусы Джалиля в Нидерландах, Бельгии, Дании и Великобритании.
В 2003—2005 годах являлся приглашённым солистом Большого театра. С 2006 года являлся солистом Театрально-культурного центра «Русский меценат». Являлся приглашённым солистом Большого театра Беларуси.
Являлся художественным директором и солистом театра «Русская опера», который создал совместно со своей женой на деньги А. Ю. Быкова и М. И. Чепеля.
Сотрудничал с Государственной академической симфонической капеллой России под руководством Валерия Полянского и с Государственным симфоническим оркестром «Новая Россия» под руководством Юрия Башмета.

## Политическая деятельность
Поддерживает вторжение России в Украину и призывает лишить зарплаты российских работников культуры, его не поддерживающих. Регулярно ездит в Донбасс с концертами.
Ведёт аккаунт в Telegram, где размещает политические песни, такие как ария с требованием закрыть Ельцин-центр, ария «Ахмат — сила!», посвящённую российскому захвату Лисичанска, и песня «Донбасская варшавянка» с припевом «Бейте по центрам принятья решений! Вы обещали, вы дали нам слово». Издание «Аргументы недели» называет Москалькова «голосом СВО».

## Репертуар
- Амонасро («Аида» Дж. Верди)
- Макбет («Макбет» Дж. Верди)
- Мазепа («Мазепа» П. Чайковского)
- Григорий Грязной («Царская невеста» Н. Римского-Корсакова)
- Евгений Онегин («Евгений Онегин» П. Чайковского)
- Линдорф, Коппелиус, Дапертутто, Миракль («Сказки Гофмана» Ж. Оффенбаха)
- Эскамильо («Кармен» Ж. Бизе)
- Царь Додон, Царевич Афрон («Золотой петушок» Н. Римского-Корсакова)
- Форд («Фальстаф» Дж. Верди)
- Фигаро («Севильский цирюльник» Дж. Россини)
- Томский, Елецкий («Пиковая дама» П.Чайковского)
- Граф ди Луна («Трубадур» Дж. Верди)
- Скарпиа («Тоска» Дж. Пуччини)
- Сальери («Моцарт и Сальери» Н. Римского-Корсакова)

## Ссылка
- Донбасская варшавянка («Бейте по центрам принятья решений! Вы обещали, вы дали нам слово»)